# Ramsewak Shankar

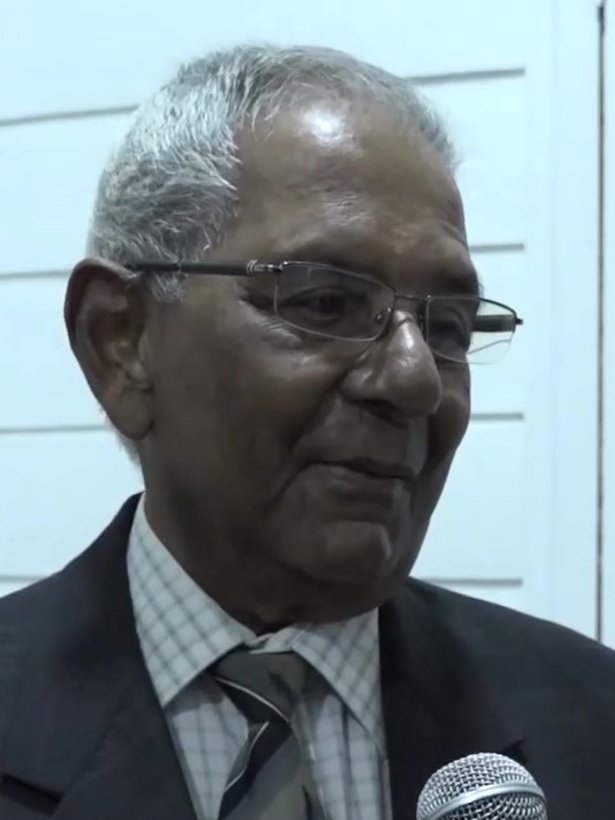
Shankar (2023)

Ramsewak Shankar (* 6. November 1937) ist ein surinamischer Politiker, er war von 1988 bis 1990 Staatspräsident von Suriname.
Shankar ist hindustanischer Abstammung und studierter Ingenieur für Agrarwirtschaft. Nachdem es 1985 und 1986 zur vermehrten Bildung von Guerilla-Gruppen kam, die fast die gesamte Wirtschaft des Landes lahmlegten, gab sich Suriname eine neue Verfassung und 1987 wurde die erste zivile Regierung eingesetzt. Nach den im gleichen Jahr durchgeführten Parlamentswahlen wurde Shankar, ehemaliger Landwirtschaftsminister des Nationalrats, als Nachfolger von Ramdat Misier zum Präsidenten gewählt. Seine Amtszeit dauerte vom 25. Januar 1988 bis zum 24. Dezember 1990. Nachfolger als Staatspräsident wurde durch einen Militärputsch der Chef der Militärpolizei des Landes, Ivan Graanoogst, für nur wenige Tage; am 29. Dezember folgte die Regierung Johan Kraag/Jules Wijdenbosch (bis 16. September 1991).